# Brzydowo (wieś w powiecie olsztyńskim)
Brzydowo (dawna nazwa Seubersdorf) – wieś w Polsce, położona w województwie warmińsko-mazurskim, w powiecie olsztyńskim, w gminie Świątki.
Wieś czynszowa na 70 włókach wzmiankowana w dokumentach z roku 1401 pod nazwą Sifridisdorf. Okresowo należała do Ponar. W roku 1782 we wsi odnotowano 39 domów (dymów), natomiast w 1858 w 76 gospodarstwach domowych było 634 mieszkańców. W latach 1937–39 było 654 mieszkańców.
W latach 1954–1957 wieś należała i była siedzibą władz gromady Brzydowo, po jej zniesieniu w gromadzie Boguchwały. 
W latach 1975–1998 miejscowość należała administracyjnie do województwa olsztyńskiego.
Na zachód od wsi znajduje się Jezioro Brzydowskie. Natomiast ze strony wschodniej wsi znajduje się Brzydowski Las (niem. Seubersdorfer Wald), stanowiący enklawę należąca do Lasów Ponarskich.